# TMEM150A
TMEM150A (англ. Transmembrane protein 150A) – білок, який кодується однойменним геном, розташованим у людей на короткому плечі 2-ї хромосоми.  Довжина поліпептидного ланцюга білка становить 271 амінокислот, а молекулярна маса — 28 835.
| 10         |  | 20         |  | 30         |  | 40         |  | 50         |
| ---------- |  | ---------- |  | ---------- |  | ---------- |  | ---------- |
| MTAWILLPVS |  | LSAFSITGIW |  | TVYAMAVMNH |  | HVCPVENWSY |  | NESCPPDPAE |
| QGGPKTCCTL |  | DDVPLISKCG |  | SYPPESCLFS |  | LIGNMGAFMV |  | ALICLLRYGQ |
| LLEQSRHSWV |  | NTTALITGCT |  | NAAGLLVVGN |  | FQVDHARSLH |  | YVGAGVAFPA |
| GLLFVCLHCA |  | LSYQGATAPL |  | DLAVAYLRSV |  | LAVIAFITLV |  | LSGVFFVHES |
| SQLQHGAALC |  | EWVCVIDILI |  | FYGTFSYEFG |  | AVSSDTLVAA |  | LQPTPGRACK |
| SSGSSSTSTH |  | LNCAPESIAM |  | I          |  |            |  |            |

A: Аланін

C: Цистеїн

D: Аспарагінова кислота

E: Глутамінова кислота

F: Фенілаланін

G: Гліцин

H: Гістидин

I: Ізолейцин

K: Лізин

L: Лейцин

M: Метіонін

N: Аспарагін

P: Пролін

Q: Глутамін

R: Аргінін

S: Серин

T: Треонін

V: Валін

W: Триптофан

Задіяний у такому біологічному процесі як альтернативний сплайсинг. 
Локалізований у клітинній мембрані, мембрані.